# 汀州镇
汀州镇是中国福建省龙岩市长汀县下辖的一个镇。

## 概述
长汀县汀州镇位于福建省西部，汀江上游，武夷山脉南端，是县人民政府驻地。辖区划10.6平方公理，设九个居委会，6.26万人。自唐以来就是州、君、路、府的所在地，是客家人祖地，也是历史悠久的著名手工业城市，为闽西政治、经济、文化的中心。

## 行政区划
汀州镇共辖6个社区，分别是：
水东街社区、东门街社区、西门街社区、南门街社区、营背街社区、中心坝社区、和谐小区社区、新民社区和腾飞经济开发区社区。

## 交通
- 319国道